# Прата д’Анзидонија
Прата д'Анзидонија (итал. Prata d'Ansidonia) је насеље у Италији у округу Л'Аквила, региону Абруцо.
Према процени из 2011. у насељу је живело 330 становника. Насеље се налази на надморској висини од 835 м.